# Bulbul d'ulleres blanques

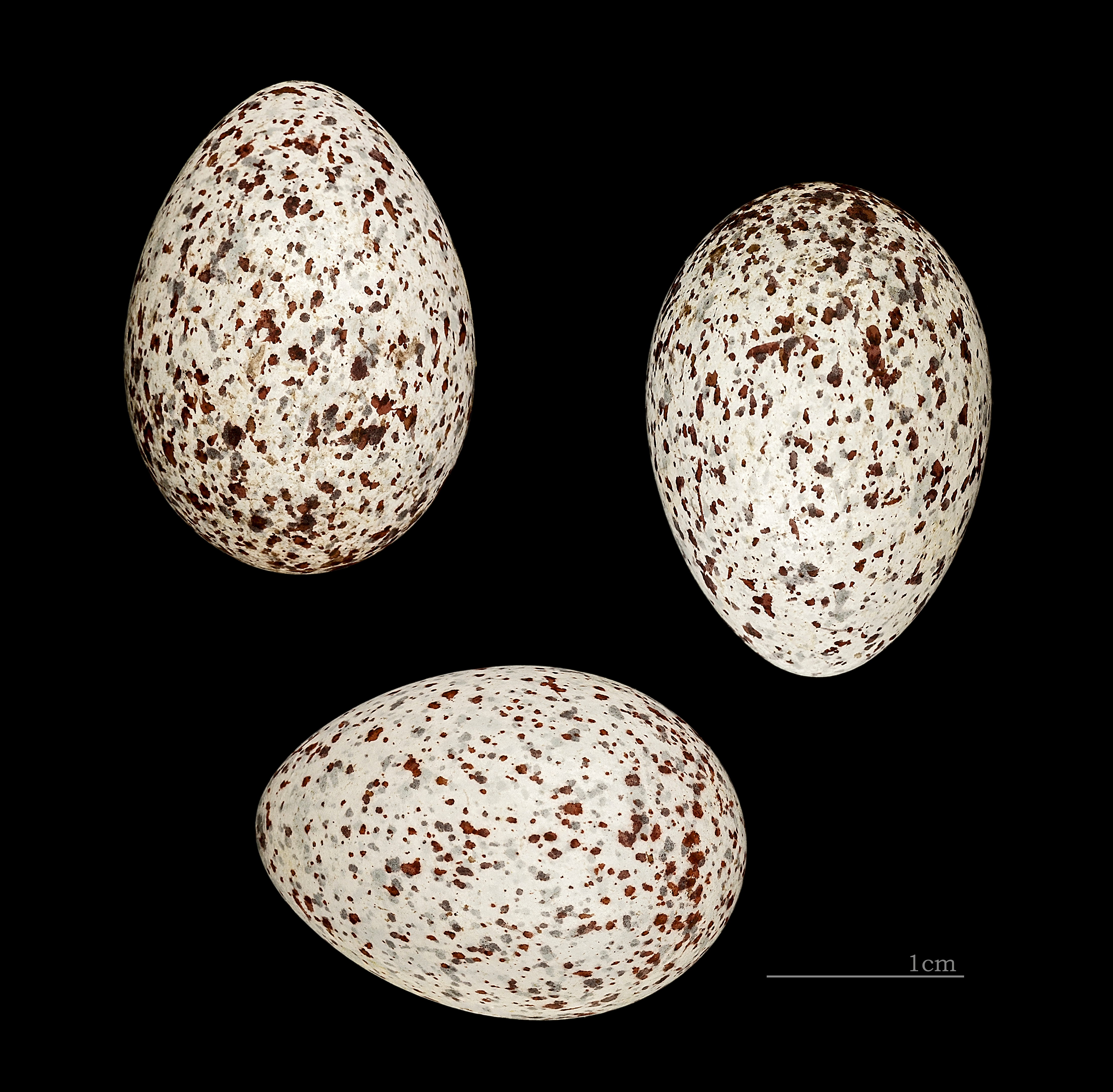
Pycnonotus xanthopygos

El bulbul d'ulleres blanques o bulbul ullblanc (Pycnonotus xanthopygos) és una espècie d'ocell de la família dels picnonòtids (Pycnonotidae). Habita boscos i ciutats del centre i sud de Turquia, Pròxim Orient, Península del Sinaí i Península Aràbiga. El seu estat de conservació es considera de risc mínim.